# Run for Your Life
〈Run for Your Life〉는 비틀즈가 1965년 음반 《Rubber Soul》으로 녹음한 곡이다. "레논-매카트니"로 인정받았지만, 그 곡은 주로 존 레논의 작품이었다.

## 참여 인원
- 존 레논 – 보컬, 어쿠스틱 12현 기타, 슬라이드 기타
- 폴 매카트니 – 하모니 보컬, 베이스
- 조지 해리슨 – 하모니 보컬, 일렉트릭 리듬 기타, 리드 기타
- 링고 스타 – 드럼, 탬버린

이안 맥도날드 당 인원